# Paráč (geomorfologický podcelek)
Paráč je geomorfologický podcelek pohoří Oravská Magura. Jeho nejvyšším bodem je Paráč (1325 m n. m.).

## Vymezení
Paráč je jedním ze tří podcelků Oravské Magury. Nachází se v severní části pohoří. Na severovýchodě sousedí s Ppodbeskydskou vrchovinou, západním směrem pokračuje horský terén Kysuckou vrchovinou s podcelky Vojenné a Kysucké bradla. Jižním směrem navazuje podcelek Kubínska hoľa a východní svahy se svažují do Oravské kotliny.

## Významné vrcholy
- Paráč (1325 m n. m.) – nejvyšší vrch podcelku
- Príslopec (1258 m n. m.)
- Javorinka (1210 m n. m.)
- Štibel (1167 m n. m.)
- Minčol (1139 m n. m.)

## Ochrana přírody
Podcelek je součástí chráněné krajinné oblasti Horní Orava. Z maloplošných chráněných území se v něm nacházejí přírodní rezervace Paráč a Javorinka.